# Tate McRae
Tate Rosner McRae, dite Tate McRae, née le 1er juillet 2003 à Calgary (Canada), est une autrice-compositrice-interprète, danseuse et actrice canadienne.
À l'âge de treize ans, elle se fait connaître en tant que première finaliste canadienne de l'émission de télé-réalité américaine So You Think You Can Dance. Tate McRae attire l'attention du label RCA Records en 2019 après que sa chanson originale, One Day, est devenue virale sur YouTube et TikTok. Tate McRae sort son premier extended play (EP), All the Things I Never Said, en 2020. Elle acquiert alors rapidement une plus grande reconnaissance après que sa chanson, You Broke Me First, est devenue un succès international.
En 2021, elle est la plus jeune musicienne figurant sur la liste du magazine Forbes des 30 de moins de 30 ans. Son deuxième EP, Too Young to Be Sad est l'EP féminin le plus écouté de 2021 sur Spotify. Son premier album studio, I Used to Think I Could Fly, sort le 27 mai 2022. L'album reçoit des retours positifs de la part des critiques et atteint le top 10 dans divers pays, et entre également au numéro treize du Billboard 200 américain. Le 16 septembre 2022, son titre You Broke Me First atteint un milliard d'écoutes.
Le 8 décembre 2023, elle publie son deuxième album studio intitulé Think Later sous le label RCA Records. En 2025, son troisième album, So Close to What est le premier à atteindre la première place du Billboard 200, et elle réalise une nouvelle tournée, intitulée Miss Possessive Tour.  

## Biographie

### Jeunesse
Née le 1er juillet 2003 à Calgary, dans la province de l'Alberta, au Canada, Tate Rosner McRae est la fille cadette de Tanja Rosner, professeure de danse et directrice d'une école de danse d'ascendance allemande, et de Todd McRae (né le 20 octobre 1970), un avocat d'ascendance écossaise. Elle a un frère, Tucker Rosner McRae (né le 11 avril 2001), joueur professionnel de hockey sur glace.
Lorsqu'elle a quatre ans, sa famille s'installe à Oman pour le travail de son père pendant trois ans. Sa mère lui donne des cours de danse,. Pendant son séjour à Oman, Tate McRae fréquente l'American International School Muscat (en).
Elle entame sa formation de danse récréative à l'âge de six ans,. De retour à Calgary, en Alberta, à l'âge de huit ans, elle commence à s'entraîner plus intensivement en danse et concourt avec Drewitz Dance Productions. Dès l'âge de 11 ans, elle aborde tous les styles de danse au YYC Dance Project, une compagnie appartenant à sa mère, et suit une formation en ballet à l'Alberta Ballet Company (en),,. Tate McRae fréquente la Western Canada High School (en), mais obtient son diplôme en ligne en 2022, en raison de son « emploi du temps chargé »,,.

### Carrière

#### 2013-2018: Carrière de danse et doublage
De 2013 à 2015, McRae incarne le personnage de Spot Splatter Splash dans la série adaptée de la franchise Lalaloopsy.
Dans le même temps, elle débute la danse compétitive, et reçoit le prix de la meilleure jeune danseuse, dans la catégorie Mini, aux Dance Awards de 2013 à New York. Après avoir acquis une certaine notoriété, elle devient ambassadrice du fabricant d'accessoires de danse américain Capezio (en). Elle est finaliste au gala national 2014 de la New York City Dance Alliance.
En 2015, McRae reçoit une bourse de deux semaines pour intégrer la compagnie Berlin State Ballet après avoir remporté la médaille d'argent en tant que soliste et la médaille de bronze pour son duo au Grand Prix Youth America 2015,. Elle apparaît dans le clip de Walk off the Earth pour le single certifié platine Rule The World. Pour la deuxième fois, McRae reçoit le prix de la meilleure danseuse aux Dance Awards 2015, cette fois dans la catégorie Junior.
En juin 2016, elle se produit au concert de Justin Bieber à Calgary pour le Purpose World Tour, lors de l'interprétation par Bieber de Children. En avril 2016, McRae joue dans The Ellen DeGeneres Show au sein de la troupe DancerPalooza. En juin 2016, elle participe à la treizième saison de l'émission de télévision américaine So You Think You Can Dance. Alors qu'elle concourait pour le titre de danseuse préférée de l'Amérique en tant que non-américaine, elle est soutenue par la danseuse et actrice américaine Kathryn McCormick. Elle avance plus loin dans la compétition que tout autre Canadien dans l'histoire de l'émission, se classant troisième dans l'épisode final. L'animatrice de télévision canadienne Murtz Jaffer du Toronto Sun déclare : « Le fait que les Canadiens n'aient pu voter pour Tate rend sa troisième place d'autant plus impressionnante. Bien qu'elle n'ait pu être élue danseuse préférée des États-Unis, elle pourrait certainement être celle du Canada. » Elle se produit aux Teen Choice Awards 2016 en tant que finaliste de la distribution SYTYCD. Elle joue de nouveau dans The Ellen DeGeneres Show en octobre 2016 avec la troupe Jump Dance Convention.
Elle fait la couverture du magazine Dance Spirit en avril 2017. En mai 2017, elle est invitée à un pas de deux dans la production de l'Alberta Ballet Company Our Canada, chorégraphiée par Jean Grand-Maître,. En novembre 2017, après avoir dansé sur la chanson Tell Me You Love Me de Demi Lovato, elle est invitée par la chanteuse américaine à répéter avec ses danseurs pour leur performance aux American Music Awards. Pour la troisième fois, elle remporte le prix de la meilleure danseuse aux Dance Awards 2018 à Las Vegas, cette fois dans la catégorie Teen, faisant d'elle la première danseuse de l'histoire du concours à gagner dans toutes les catégories, de Mini à Teen. En avril 2018, elle joue dans le clip de la chanson Just Say When du groupe de rock américain Nothing More,.

#### 2017-2019: Débuts de carrière musicale etAll the Things I Never Said
Depuis sa création en 2011, la chaîne YouTube de McRae contient de nombreuses vidéos, principalement de danse. En 2017, elle lance Create With Tate, une série de vidéos axée sur la présentation de chansons originales qu'elle a écrites et enregistrées dans sa chambre. La publication de la première chanson de la série, One Day, qu'elle a écrite à l'âge de 14 ans, comptabilise plus de 39 millions de vues, ce qui l'incite alors à auto-publier la chanson en tant que single indépendant,. La chanson est finalement certifiée disque d'or au Canada, ce qui en fait la première certification de sa carrière. De 2017 à 2019, McRae continue de publier et sortir des singles indépendants dans le cadre de sa série Create With Tate. Les chansons notables incluent Dear Ex Best Friend, qui compte plus de 40 millions de vues sur YouTube, et Dear Parents avec plus de 20 millions de vues. La série l'amène à être nommée « Artiste à la hausse » sur YouTube.
La première publication de One Day attire l'attention de 11 maisons de disques. Elle signe finalement en août 2019 avec RCA Records, qui la soutient pour continuer une carrière de danseuse à côté de la musique,. Après sa signature, McRae annonce son premier EP All the Things I Never Said (stylisé en minuscules) en décembre 2019. Elle sort l'EP de cinq titres le 24 janvier 2020 et annonce sa première tournée en tête d'affiche en Europe et en Amérique du Nord. Chaque date de la tournée est alors complet. La tournée reçoit une note de quatre étoiles sur cinq de la part de Roisin O'Connor de The Independent, qui décrit McRae comme une interprète impressionnante.
Le premier single de l'EP, Tear Myself Apart, est co-écrit par Billie Eilish et Finneas O'Connell. Le dernier single de l'EP, Stupid, entre dans les charts en Irlande et au Canada, obtenant d'importantes performances de diffusion à la radio au Canada, culminant dans le top 15 des palmarès canadiens de radio pop. Stupid est certifié or au Canada. That Way, un morceau de l'EP, connaît une résurgence en 2021 après être devenu viral sur TikTok. Il est classé au Royaume-Uni et en Irlande. McRae sort un remix de That Way avec Jeremy Zucker le 3 septembre 2021. En septembre 2022, l'EP cumule plus de 500 millions d'écoutes sur Spotify.

#### 2020-2021:Too Young to Be Sad

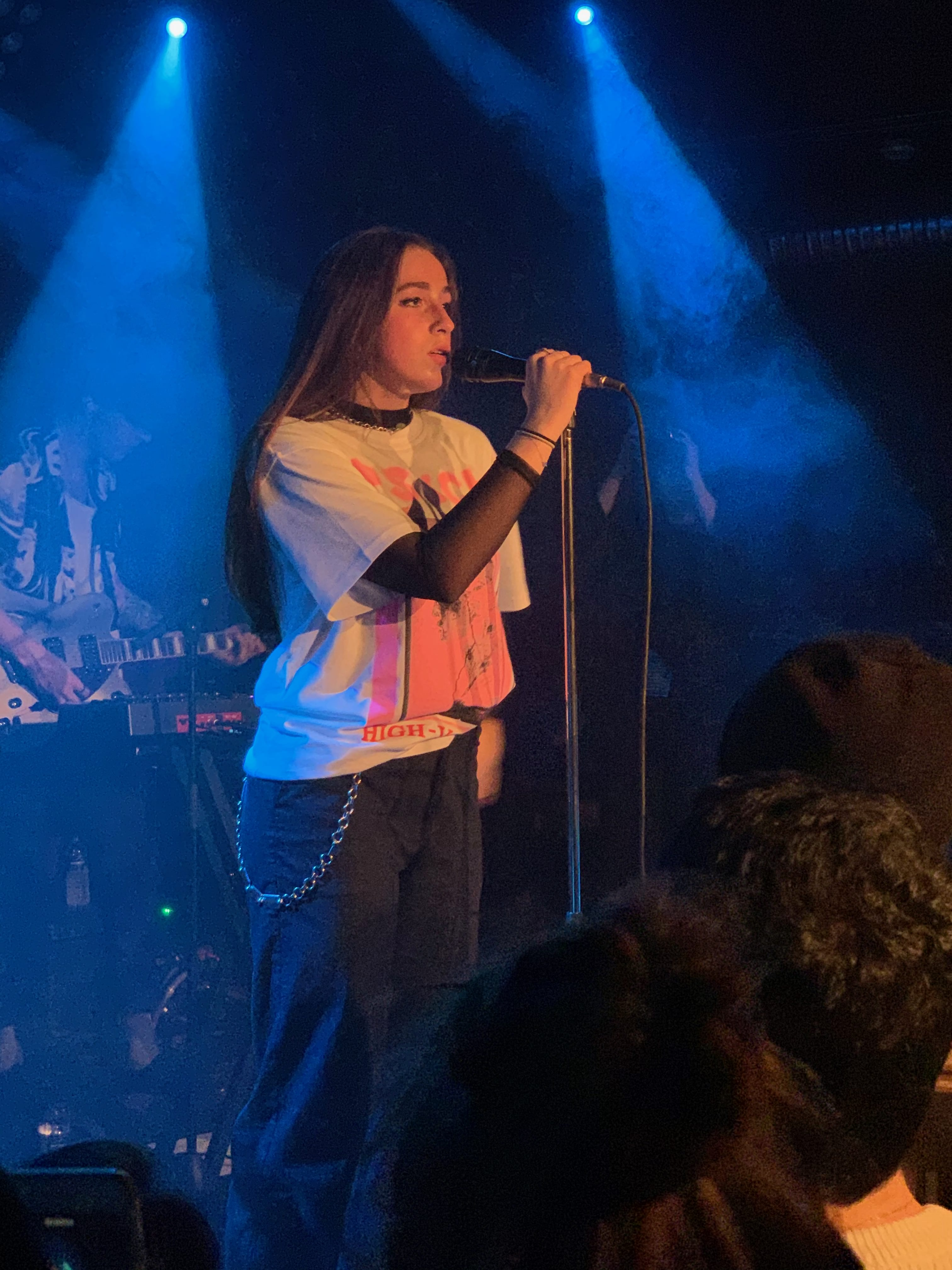
Tate McRae à Berlin en février 2020.

En avril 2020, McRae sort You Broke Me First, premier single de son deuxième EP, Too Young to Be Sad. La chanson est un succès international, atteignant la première position dans le top dix des charts dans plusieurs pays et devenant son premier single à figurer dans le Billboard Hot 100. C'est aussi, en 2020, la chanson d'une artiste féminine classée le plus longtemps dans le Billboard Hot 100 (38 semaines). Elle atteint la première place du classement des 40 meilleurs de Mediabase (en), battant le record de la plus longue occupation de la première place d'une artiste solo féminine (28 semaines).
McRae sort le single Vicious, avec le rappeur américain Lil Mosey en juin 2020 et Don't Be Sad en août 2020. Elle est nommée pour le MTV Video Music Award pour Push Best New Artist et interprète You Broke Me First lors de l'avant-spectacle des VMA,. En septembre 2020, elle fait la couverture du magazine Dork (en).
McRae fait sa première apparition télévisée dans The Jimmy Kimmel Live! en octobre 2020, interprétant You Broke Me First. Le même mois, elle sort le single Lie to Me avec le chanteur canadien Ali Gatie (en). Elle interprète de nouveau You Broke Me First en novembre 2020 aux MTV Europe Music Awards. Elle apparaît sur la couverture de Notion (en) en novembre 2020. En décembre 2020, elle sort R U OK, le deuxième single de son prochain EP.
McRae obtient une reconnaissance importante en tant qu'artiste montante en 2020, étant nommé Artiste montante de YouTube, MTV et VEVO pour le mois de juillet. Elle figure sur la liste « 21 Under 21: The Ones To Watch » de Billboard. Elle est nommée par Pandora, The Independent, NME, Amazon Music, et Uproxx en tant qu'artiste à surveiller en 2021. En décembre 2020, elle est la plus jeune personne répertoriée dans la liste « 30 Under 30 » de Forbes, dans la catégorie musique,. Le même mois, elle est considérée par Rolling Stone comme l'une des dix plus grandes percées artistiques de 2020 et figure sur la liste « The Come Up: Emerging Artists » de TikTok comme l'un des meilleurs artistes émergents de la plateforme. Elle figure également dans la série d'interviews « On the Rise » de Harper's Bazaar. En fin d'année, à la suite du succès de You Broke Me First, elle signe un contrat d'édition mondial avec Sony Music.
En janvier 2021, McRae interprète You Broke Me First dans The Tonight Show avec Jimmy Fallon. Le jour suivant, elle sort la chanson Rubberband comme troisième single de son prochain EP. Le 3 mars 2021, elle sort le single Slower et annonce son deuxième EP intitulé Too Young to Be Sad, qui sort le 26 mars. Le même jour, elle est annoncée comme artiste Apple Music Up Next. En mars 2021, McRae apparaît de nouveau dans le Jimmy Kimmel Live!, interprétant Slower, et reçoit deux nominations aux prix Juno.
Le 16 avril 2021, McRae sort le morceau You aux côtés de Regard et Troye Sivan. Le 8 mai 2021, McRae présente un show virtuel mondial, Too Young to Be Sad. Le spectacle est salué par Ali Shutler de NME, qui lui attribue une note de quatre étoiles sur cinq, et décrit le spectacle comme impressionnant et constant avec une ambition de pop star. Plus tard ce mois-là, McRae signe son premier accord avec Essentia Water. En mai 2021, elle est nommée pour le Social Star Award aux IHeartRadio Music Awards, et interprète You aux côtés de Regard et Troye Sivan dans The Tonight Show Starring Jimmy Fallon. À la fin du mois, elle figure sur la bande originale de la série Amazon Panic avec le morceau Darkest Hour.
En juin 2021, elle figure sur la chanson U love U de Blackbear. Elle interprète Lie to Me aux Juno Awards 2021 aux côtés d'Ali Gatie, et sort le morceau Working, une collaboration avec Khalid. En août 2021, McRae fait la couverture de Hunger. En octobre 2021, elle figure sur la liste Billboard des moins de 21 ans pour 2021 et sur la liste People's One to Watch pour 2021,. McRae fait la couverture de Numéro en novembre 2021. À la fin de 2021, Too Young to Be Sad cumule plus d'un milliard de d'écoutes sur Spotify, devenant ainsi l'EP d'une artiste féminine le plus écouté en 2021 sur Spotify. L'EP est nommé dans les catégorie album de l'année album pop de l'année aux Juno Awards 2022.

#### 2021-2022:I Used to Think I Could Fly

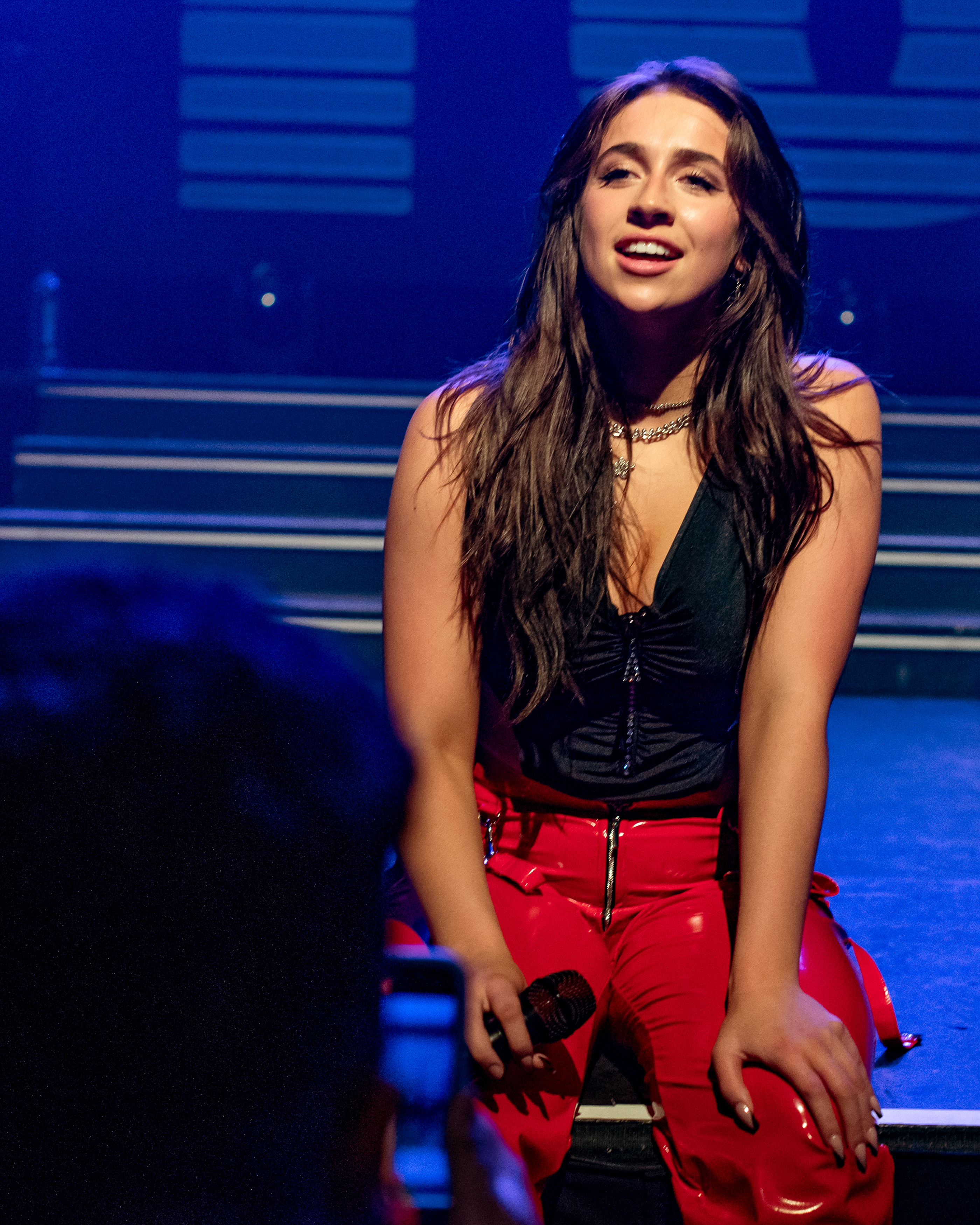
Tate McRae lors d'un concert en mars 2022.

Le 11 novembre 2021, McRae sort Feel Like Shit, le premier single de son premier album studio, annoncé pour le printemps,. En janvier 2022, elle est nommée pour trois iHeart Radio Awards.
She's All I Wanna Be, le deuxième single de l'album, sort le 4 février 2022. La chanson se classe dans le top 40 dans plusieurs pays et fait ses débuts au no 52 aux États-Unis, devenant le meilleur début de McRae à ce jour sur le Hot 100. En février 2022, McRae devient ambassadrice des cosmétiques Maybelline, et le visage de leur nouveau rouge à lèvres liquide, Vinyl Ink.
Le troisième single de l'album, Chaotic, sort le 25 mars 2022, et What Would You Do?, le quatrième, le 13 mai. L'album paraît le 27 mai, sous le titre I Used to Think I Could Fly. Le 3 juin, McRae publie un clip vidéo pour le single don't come back, exclusivement via TikTok, puis sa version verticale le 11 juillet sur YouTube.
En septembre 2022, McRae sort le single uh oh. En novembre, elle collabore avec Tiësto sur le titre 10:35, un single promotionnel pour l'ouverture du luxueux hôtel Atlantis The Royal (en), à Dubaï. Elle est nommée pour cinq prix Juno en 2023 et annoncée comme interprète pour le spectacle.

#### 2023-2024:Think Later

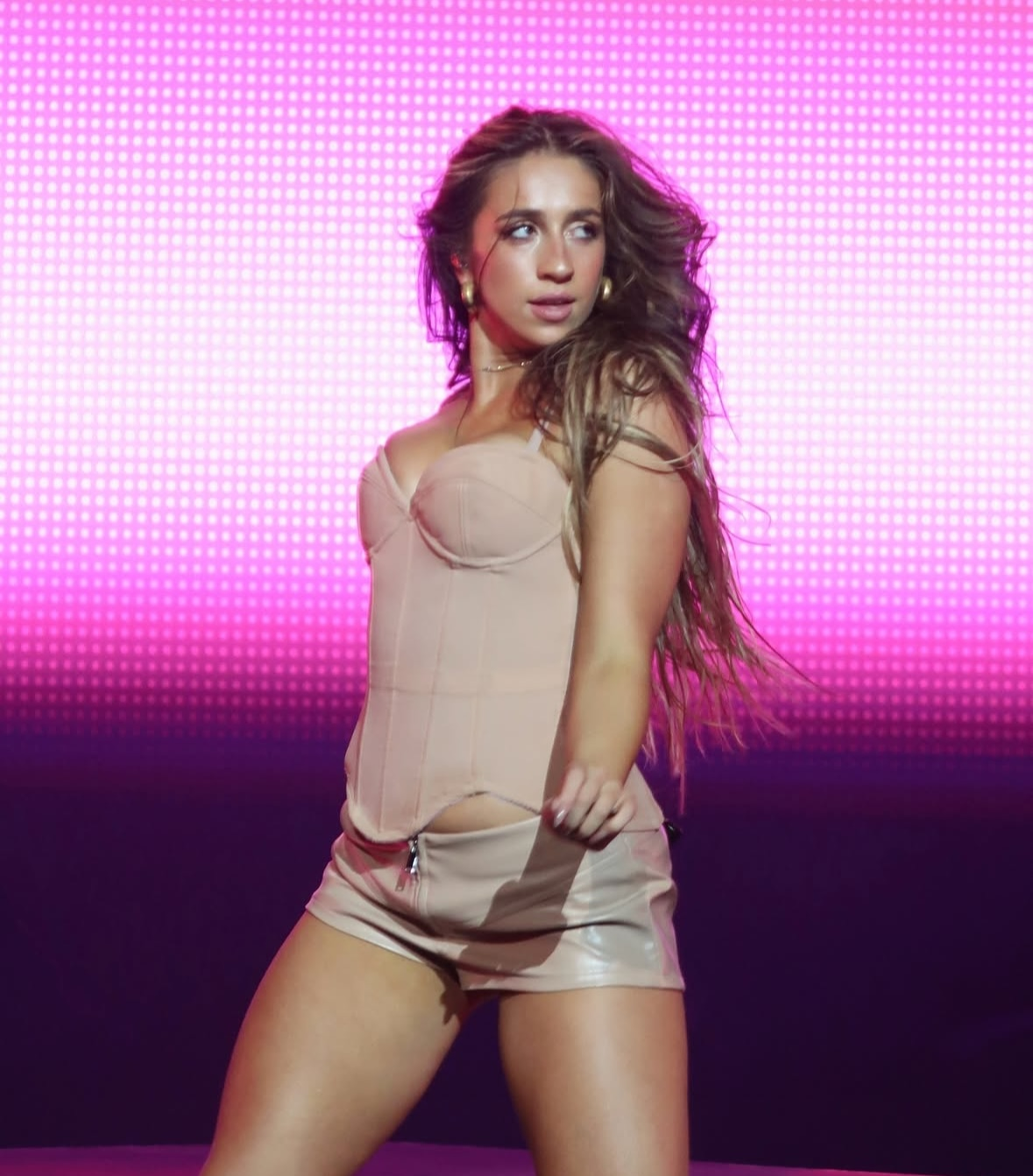
Tate McRae se produisant à Manille en novembre 2024.

Le 15 septembre 2023, elle publie le single greedy. Davantage axé pop que ses compositions prcédentes, le titre rencontre immédiatement un succès viral sur les réseaux sociaux et en streaming,. Ce morceau devient l'un de ses plus grands succès sur Spotify, et lui permet d'atteindre son premier top 10 dans les Global Spotify Charts,. Il se classe notamment à la première place des charts en Norvège et au Danemark. greedy entre également dans le top 10 dans 14 pays et dans le top 40 dans 10 pays. Le single exes sort le 17 novembre 2023 et connaît, tout comme greedy, un grand succès, dépassant les neuf millions de vues sur YouTube en moins de trois semaines. Le lendemain, McRae interprète greedy lors de l'émission Saturday Night Live. Le 8 décembre, elle publie son deuxième album studio, intitulé Think Later,,.
Dans un entretien accordé au magazine Numéro, elle cite plusieurs influences musicales telles que Nelly Furtado et Timbaland. Elle ajoute : « J’admire vraiment Britney Spears. En tant qu'artiste, je m'inspire de Beyoncé, et en tant qu’auteure-compositrice, de Taylor Swift ». Interrogée sur le processus créatif de son nouvel album, elle déclare : « Écrire cet album a été une des choses les plus stressantes, excitantes, angoissantes et amusantes que je n’ai jamais faite. Pour la première fois de ma vie, j’ai vécu cette année un peu moins dans ma tête et un peu plus avec mon intuition — et j’espère vraiment que vous allez pouvoir le sentir à travers la musique. »
Le 13 septembre 2024, elle publie un nouveau single It's ok I'm ok.

#### Depuis 2025:So Close to Whatet nouvelle tournée

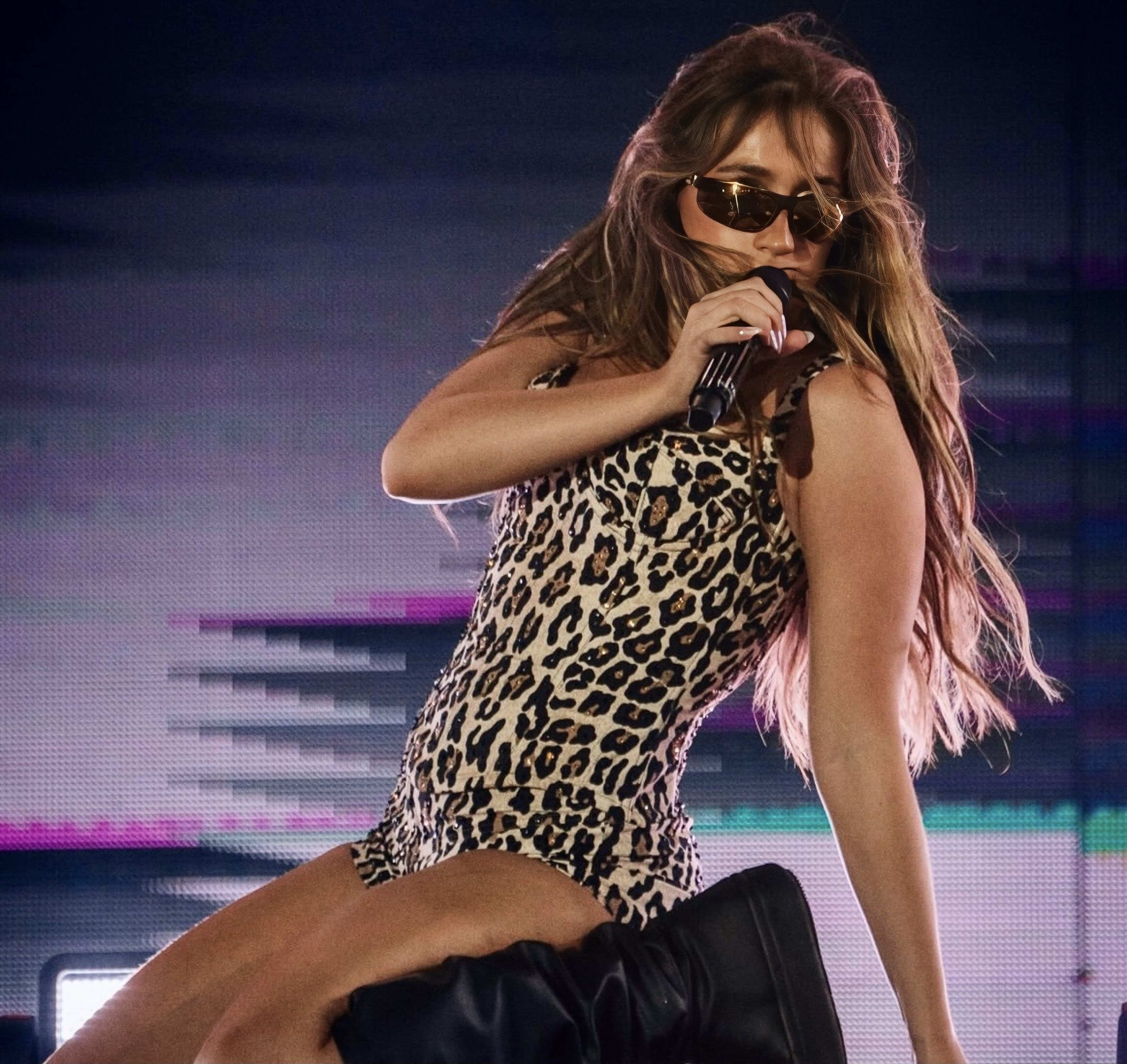
Tate McRae se produisant sur la scène du festival Lollapalooza à Buenos Aires le 22 mars 2025.

En novembre 2024, Tate McRae dévoile le single 2 Hands et annonce la sortie de son troisième album, intitulé So Close to What, dont la sortie est prévue le 21 février 2025. Elle annonce également une tournée mondiale, nommée « Miss Possessive Tour », programmée pour 2025. Le 28 janvier 2025, elle sort un troisième single, Sports Car.
Son nouvel album So Close To What est un succès commercial et atteint la première place du Billboard 200 aux États-Unis.
Elle participe à la bande originale du film F1, centré sur le championnat du monde de Formule 1, aux côtés d'Ed Sheeran, Rosé de BLACKPINK, ou encore Doja Cat. Elle interprète la chanson Just Keep Watching.

### Vie privée
En décembre 2019, âgée de seulement 16 ans, Tate McRae officialise son couple avec l'entrepreneur canadien Jonny Hader, alors âgé de 20 ans - dont elle se sépare en août 2021. En fin d'année 2021, elle entame une relation avec le joueur de hockey sur glace canadien Cole Sillinger, dont elle se sépare en début d'année 2023.
En avril 2024, après plusieurs mois de rumeurs, le rappeur et chanteur australien The Kid Laroi officialise son couple avec Tate McRae. En 2025, ils collaborent ensemble sur le titre I Know Love, qui figure sur l'album So Close To What de la chanteuse. Après plusieurs semaines de rumeurs, le chanteur australien annonce leur séparation en juillet 2025.

## Discographie

### Singles
- One Day (2017)
- Hung Up On You (2017)
- Hard To Find (2017)
- Teenage Mind (2018)
- Shoulder To Shoulder (2018)
- Distant (2018)
- Can't Get It Out (2018)
- Drown (2018)
- Slip (2019)
- Kids Are Alright (2019)
- Tear Myself Apart (2019)
- All My Friends Are Fake (2019)
- Stupid (2019)
- You Broke Me First (2020)
- Vicious (Avec Lil Mosey) (2020)
- Don't Be Sad (2020)
- Lie To Me (Avec Ali Gatie) (2020)
- R U OK (2020)
- Rubberband (2021)
- Darkest Hour (2021)
- Bad Ones (2021)
- You (avec Regard & Troye Sivan) (2021)
- U Love U (avec Blackbear) (2021)
- Working (avec Khalid) (2021)
- That Way (avec Jeremy Zucker) (2021)
- Feel Like Shit (2021)
- She's All I Wanna Be (2022)
- Chaotic (2022)
- What Would You Do? (2022)
- Uh Oh (2022)
- 10:35 (avec Tiësto) (2022)
- Greedy (2023)
- Exes (2023)
- It's ok I'm ok (2024)
- 2 hands (2024)
- Sports Car (2025)
- Revolving door (2025)
- Just Keep Watching (2025)

### Participations
- All Day All Night (avec Myles Erlick) (2017)
- Remembering (avec Yutaka Yamada) (2018)
- Boys Ain't Shit (Remix) (avec Saygrace & Audrey Mika) (2020)

### Tournées
- Think Later World Tour (2024)
- Miss Possessive Tour (2025)